# آرکادی خایت
آرکادی یوسیفویچ خایت (روسی: Аркадий Иосифович Хайт؛ ۱۹۳۸ – ۲۰۰۰) نویسنده، ترانه‌سرا، فیلم‌نامه‌نویس، طنزپرداز و کمدین یهودی اهل روسیه بود.
از فیلم‌ها یا مجموعه‌های تلویزیونی که وی در آن‌ها نقش داشته است، می‌توان به گذرنامه  و خرگوش بلا و گرگ ناقلا اشاره نمود.
وی بابت فعالیت‌های هنری‌اش برندهٔ جوایز گوناگونی همچون «جایزه دولتی اتحاد شوروی»، «جایزه نیکا» و «جایزهٔ دولتی جمهوری فدراتیو سوسیالیستی روسیه شوروی» شده بود.